# Margareta Juncu
Margareta Juncu, geborene Mureșan, (* 13. März 1950 in Cluj-Napoca) ist eine rumänische Schachspielerin und auch unter den Namen Margareta Mureșan und Margareta Mureșan-Juncu bekannt.

## Leben
In den 1980er Jahren war sie eine der führenden rumänischen Schachspielerinnen. Sie gewann 1983, 1985 und 1987 die Rumänische Meisterschaft, 1979 wurde sie Zweite und 1971 Dritte.
Aufgrund ihrer internationalen Erfolge erhielt sie 1982 von der FIDE den Titel Großmeister der Frauen (WGM).
Sie war auch eine starke Fernschachspielerin und nahm bei der ersten Fernschacholympiade für Rumänien teil.
Ihr Schachverein in Rumänien ist der siebenbürgische C. S. Potaissa Turda.
Juncu wird bei der FIDE als inaktiv geführt, da sie seit der rumänischen Mannschaftsmeisterschaft 2001/02 keine gewertete Partie mehr gespielt hat.

## Kandidatenturniere
An den Turnieren zur Schachweltmeisterschaft der Frauen nahm sie mehrmals teil. Sie gewann 1982 das Interzonenturnier in Tiflis. Irina Levitina belegte den zweiten Platz. Ein Jahr später spielte sie im Viertelfinale der Weltmeisterschaft, 1983 in Bad Kissingen und verlor knapp gegen Lydyja Semenowa. Das Finale gewann Irina Levitina gegen Lydyja Semenowa.
Im Jahre 1985 spielte sie das Interzonenturnier in Schelesnowodsk, das Marta Litinskaja gewann. Sie belegte den achten Platz, vor Giovanna Arbunic und Maria Ivanka. Danach nahm sie noch an den Zonenturnieren 1987 in Balatonfüred und 1989 in Brünn teil.

## Nationalmannschaft

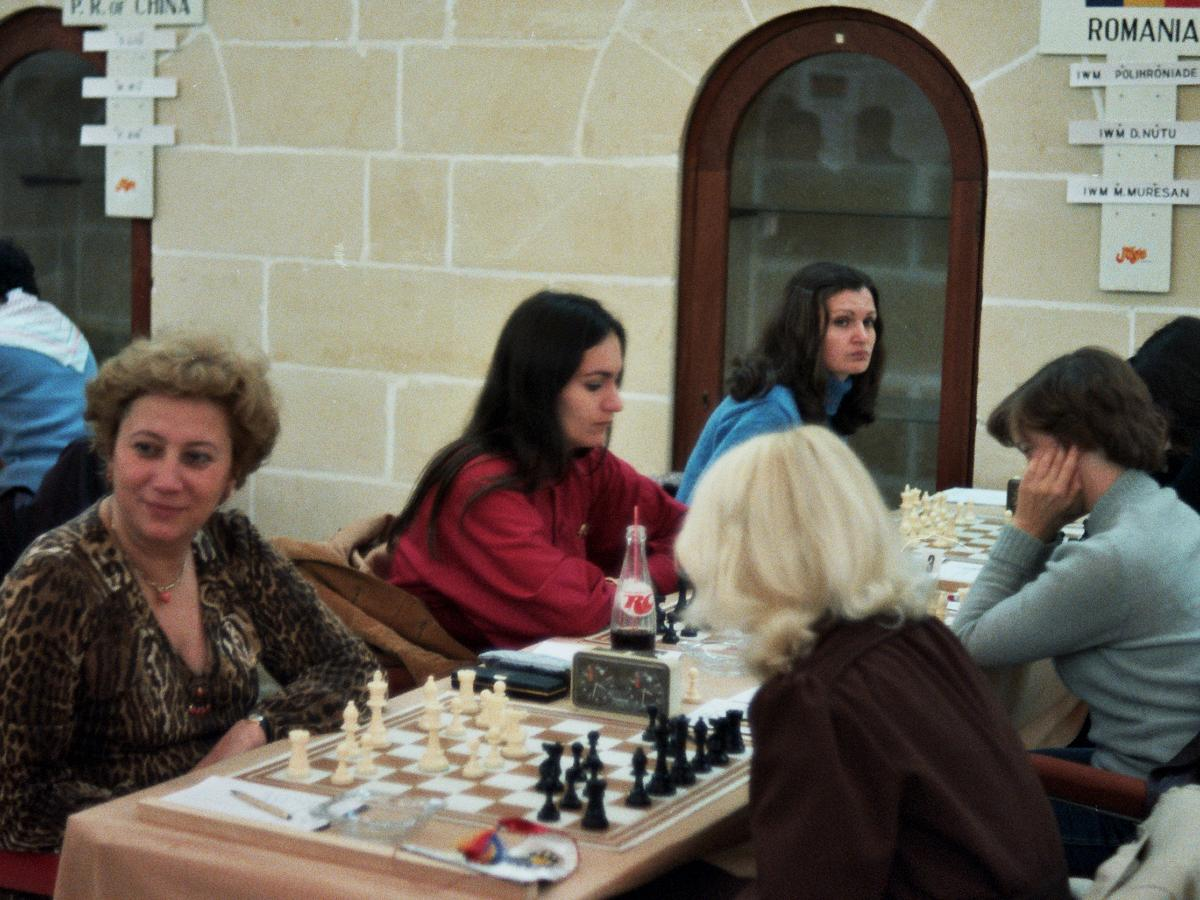
Schacholympiade 1980 in Valletta auf Malta, Rumänien: Elisabeta Polihroniade,
Daniela Nuțu, Margareta Mureșan

Von 1978 bis 1990 vertrat sie Rumänien bei allen sieben Schacholympiaden der Frauen. Sie spielte fünfmal am ersten Brett und gewann drei olympische Medaillen in der Teamwertung (Silber 1982, sowie Bronze 1984 und 1986).

## Fernschach
Von 1974 bis 1979 nahm das rumänische Team (Margareta Mureșan, Maria Albuleț, Margareta Perevoznic, Victoria Simu) an der 1. Frauen-Fernschacholympiade teil. Margareta Juncu (Mureșan) ist heute Geschäftsführerin des Rumänischen Schachbundes, siehe Romanian Correspondence Chess - 2003 Report.
Damals gewannen die sowjetische Mannschaft mit Olga Rubzowa am ersten Brett die Goldmedaille und die deutsche Mannschaft mit Juliane Hund an Brett 1 die Silbermedaille, Rumänien wurde Sechster.

## Weitere Turniere
Von 1974 bis 1994 nahm Margareta Juncu an vielen Turnieren teil, unter anderen 1974 in Halle, 1984 in Jajce, 1987 in Sotschi, 1987 in Biel, 1987 in Dortmund, 1988 in Warschau, 1989 auf den Balearen, 1990 in Dresden, 1992 in Călimănești. Dabei siegte sie 1987 beim internationalen Turnier in Dortmund und errang den dritten Platz in Budapest 1991, gemeinsam mit Margarita Wojska und Hanna Ereńska-Radzewska.
Außerdem beteiligte sie sich an Rumänischen Meisterschaften (1992/2002) und Mannschaftskämpfen (2001/02).
Seit 1996 spielt sie nur noch selten Turniere.